# Kumano kodō

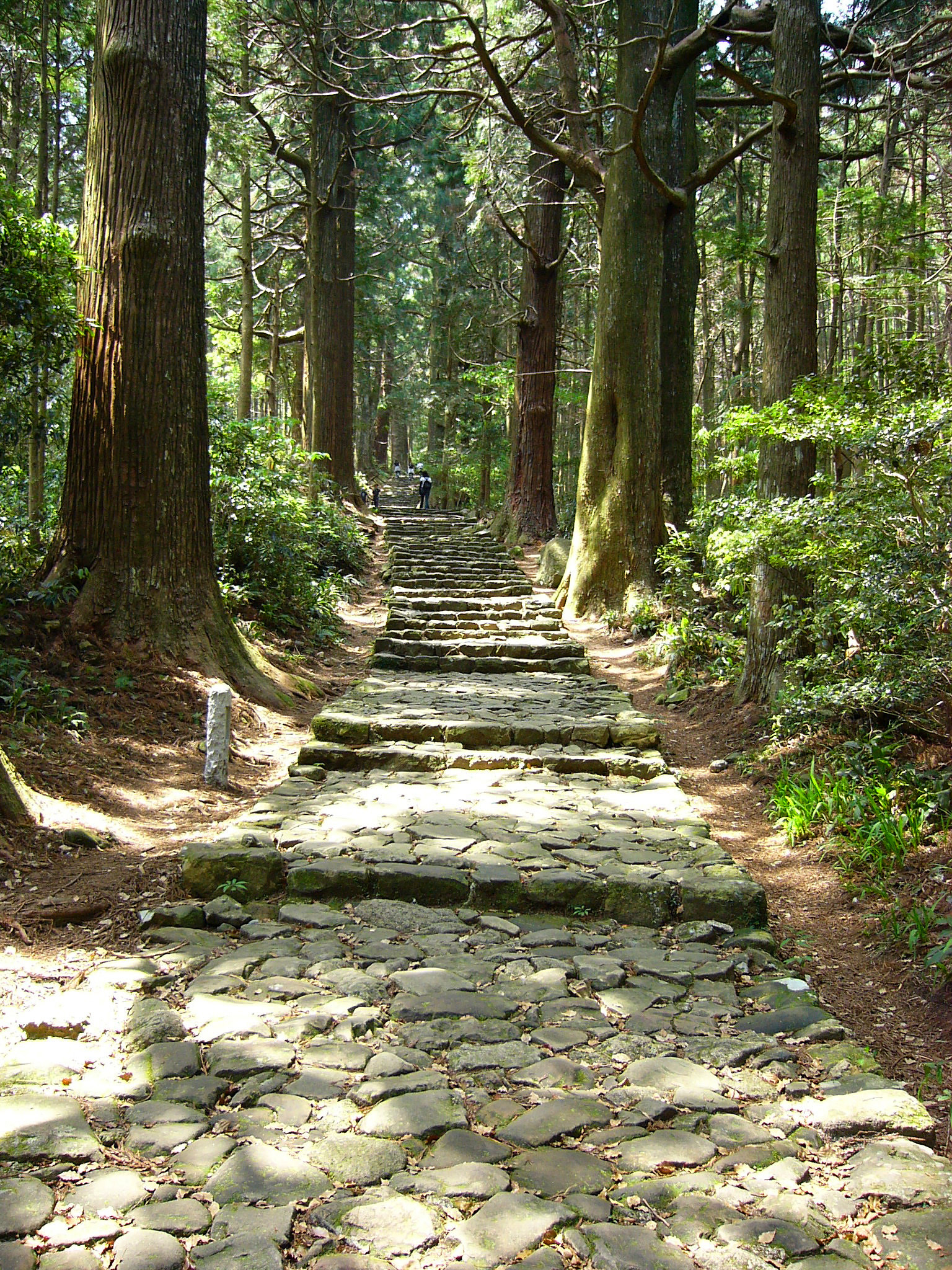
Daimonzaka.

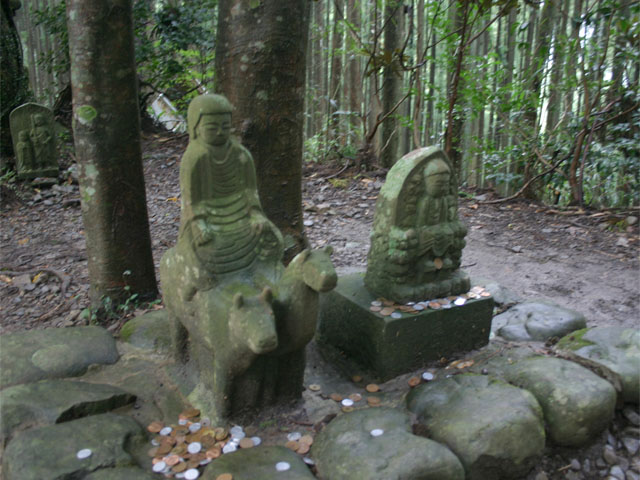
Gyubadouji.

Le Kumano kodō (熊野古道) est une série d'anciennes routes de pèlerinage qui sillonnent la péninsule de Kii, plus grande péninsule du Japon. Ces sentiers sacrés étaient et sont encore utilisés pour le pèlerinage au site sacré du Kumano Sanzan ou les trois grands sanctuaires de Kumano : le Kumano Hongū-taisha, le Kumano Nachi-taisha et le Kumano Hayatama-taisha. Les routes de pèlerinage Kumano kodō qui conduisent à Kumano peuvent être géographiquement classées en trois sous-voies : la « Kiji », la « Kohechi » et l'« Iseji ». Le Kumano kodō et le Kumano Sanzan, avec Koyasan, Yoshino et Omine, sont classés patrimoine mondial par l'UNESCO le 7 juillet 2004 sous l'intitulé « sites sacrés et chemins de pèlerinage dans les monts Kii ».

## Itinéraires
La route Kiji longe la côte ouest de la péninsule jusqu'à la ville de Tanabe où elle bifurque : la Nakahechi et l'Ohechi. La route Nakahechi conduit par l'intérieur des montagnes escarpées vers le Kumano Hongū-taisha et la Ohechi continue vers le sud le long de la côte. La route Nakahechi était la voie la plus populaire utilisée par les pèlerinages en provenance de Kyoto, l'ancienne capitale du Japon. Les plus anciens documents attestant de l'utilisation de cette route datent du début du Xe siècle. Ce chemin a une longue histoire d'utilisation par des personnes ayant des antécédents de croyances diverses, ce qui conduit à une variété de symbolisme religieux mixte superposé et incorporé dans l'environnement géographique et les étapes du pèlerinage lui-même. La section enregistrée au Patrimoine mondial de l'UNESCO commence à Takijiri-oji qui est considéré comme le point d'entrée dans la zone sacrée de Kumano. De là, un parcours montagneux d'environ 40 km mène au mythique Kumano Hongū-taisha. La plupart des pèlerinages se parcourent en deux jours. Le Chikatsuyu-oji est à mi-chemin et la plupart des pèlerins y passent la nuit dans un minshuku local ou auberge familiale.
À Hongū, les pèlerins s'adonnaient souvent à des rites de purification dans l'onsen de Yunomine (source chaude de Yunomine). Tsuboyu est une petite cabane sur le ruisseau qui traverse ce village onsen isolé. À l'intérieur, un petit bain rocheux est la seule source d'eau chaude inscrite au patrimoine mondial où il est possible de se baigner. Il n'était pas seulement utilisé pour des rites de purification mais pour ses légendaires effets curatifs. La route Kumano kodō Dainichi-goe relie le Kumano Hongū-taisha à Yunomine. C'est une montée raide de 2 km de long qui descend ensuite par un petit col.
Du Kumano Hongū-taisha, la plupart des pèlerins allaient par bateau sur la Kumano-gawa au Kumano Hayatama-taisha dans la ville côtière de Shingū. Cette section de 40 km du Kumano kodō est aussi inscrite au patrimoine mondial et la seule route de pèlerinage sur rivière dans le monde à l'être. Il existe aussi une route terrestre qui relie le Kumano Hongū-taisha au Kumano Nachi-taisha. La plupart des pèlerins prennent deux jours pour terminer cette promenade et restent dans la petite ville de Koguchi. Le tronçon entre Hongū et Koguchi est appelé le « Kogumotori-goe » et la section entre Koguchi et le Kumano Nachi-taisha l'« Okumotori-goe ».
La route Kohechi relie Koyasan au Kumano Sanzan. Elle va du nord au sud et fait 70 km de long. C'est la voie la plus courte reliant Koyasan à Kumano mais c'est une randonnée difficile qui traverse trois cols à plus de 1 000 m.
La route Iseji relie l'Ise-jingū au Kumano Sanzan. Ce n'est pas avant le XVIIe siècle que cette route a été utilisée comme partie du pèlerinage Saikogu, la première étape étant le Seiganto-ji, temple étroitement liée au Kumano Nachi-taisha.
Le Magose Toge forme la limite entre le Miyama-cho et la ville d'Owase. Un chemin de pierre couvert de mousse s'étend sur environ 2 km dans une belle forêt de cyprès tapissée de fougères. Cette route mène au Tengura-san avec une grosse pierre à son extrémité. Il y a un petit tunnel juste en-dessous de la pierre où il est possible d'entrer et où s'offre une vue panoramique sur la ville d'Owase. Le parc Magose-koen sur le chemin vers le bas du col est réputé pour sa floraison de cerisiers.